# 雨傘鬼
雨伞鬼，是台湾的妖怪，雨傘狀，只有一隻腳，在雨夜時出沒。類似日本的唐傘小僧。而台灣南部也有涼傘精的傳說，相傳廟會用的涼傘在半夜時會自己行走。在降雨夜晚出現，只有一隻腳。多年前的節目《分手擂台》裡雨傘鬼就曾經顯靈，還說話。